# Јужни Хамгјонг
Јужни Хамгјонг (кореј. 함경남도, Хамгјонгнам-до) једна је од девет провинција Северне Кореје. Њен главни град је Хамхунг.

## Подела
У провинцији Јужни Хамгјонг се налази 3 града и 15 округа.

### Градови
- Хамхунг
- Синпо
- Танчон

### Окрузи
- Чанџин
- Чонгпјонг
- Хамџу
- Хочон
- Хонгвон
- Ковон
- Кумја
- Пуџон
- Пукчонг
- Рагвон
- Ривон
- Синхунг
- Токсонг
- Јонгванг
- Јодок